# ペルシア (ペルージャの古名)
ペルシア (ラテン語: Perusia) は、現在のイタリアに位置する都市ペルージャの古名である。歴史上、エトルリア同盟の12都市の一つとして、紀元前310/309年のエトルリア人とローマ人の戦争に参加していたとされるのが最初の言及である。紀元前295年の反乱では重要な役割を担ったが、翌年には反乱側から離反し、ウルシニやアッレティウム (現アレッツォ)と共に和平を模索した。

紀元前216年から紀元前205年にかけては第二次ポエニ戦争でローマ側に立ち続けた。その後記録が途絶え、紀元前41年から40年のペルシア戦争で再登場する。この時はルキウス・アントニウスがペルシアに立てこもったのを、オクタウィアヌスが長期間の包囲戦の末に下した。
現在のペルージャの内外では、多くの投石機用の鉛弾が見つかっている。ペルシア戦争の敗北により、町はウゥルカーヌスとユーノーの神殿を除き焼き払われた。ただエトルリア時代のテラス壁は、ほとんど損なわれることが無かった。かつての街の周囲1マイルの土地は、誰でも勝手に占有して良いことになった。その後、この地ではまた一から街が再建されたとみられ、複数の都市の基礎の遺構が見つかっている。それらにはアウグスタ・サク（ルム）・ペルシア・レスティトゥタという刻印がみられる。ただ、植民都市の地位を回復したのは、251年から253年の間になってからであった。